# Hordeum brachyantherum
Hordeum brachyantherum är en gräsart som beskrevs av Sergej Arsenjevitj Nevskij. Enligt Catalogue of Life ingår Hordeum brachyantherum i släktet kornsläktet och familjen gräs, men enligt Dyntaxa är tillhörigheten istället släktet kornsläktet och familjen gräs. Arten har ej påträffats i Sverige. Inga underarter finns listade i Catalogue of Life.
Växten når vanligen en höjd av 80 cm och bladen är ungefär 18 cm långa och 0,8 cm breda.
Arten förekommer i nästan hela Kanada och USA samt på halvön Baja California i Mexiko och på Kamtjatka i Ryssland. Växten hittas i ängar, vid vattenkanter som ofta översvämmas, på betesmarker och i bergstrakter. Grunden kan bestå av sand eller lera. Växten är ganska uthärdig mot torka och salt. Hordeum brachyantherum äts främst under våren av hjortdjur och boskapsdjur men den är ganska näringsfattig under andra årstider.
Hordeum brachyantherum är endast i östra Kanada sällsynt och känslig för förändringar. Hela populationen bedöms som stor. IUCN listar arten som livskraftig (LC).

## Bildgalleri

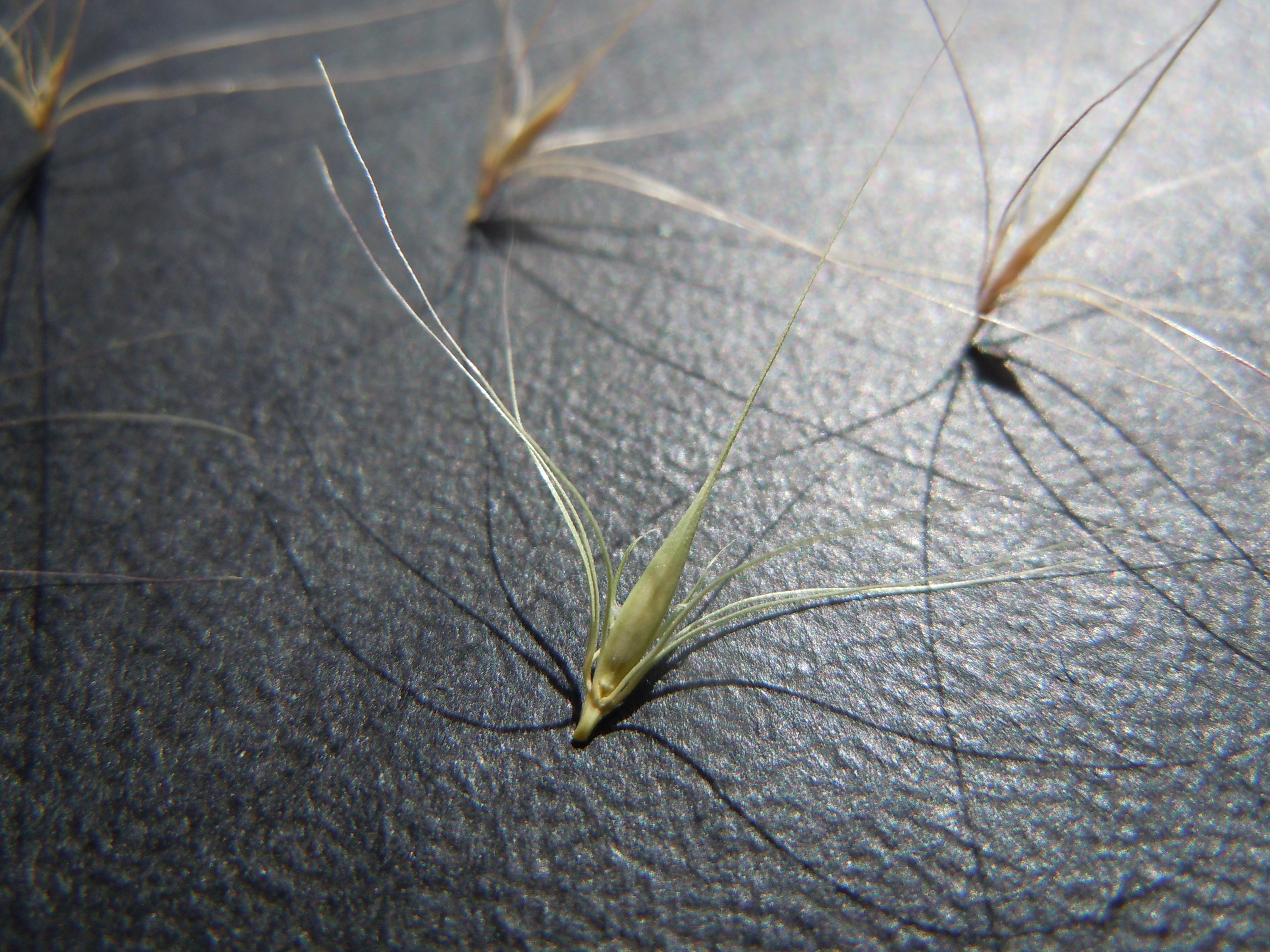
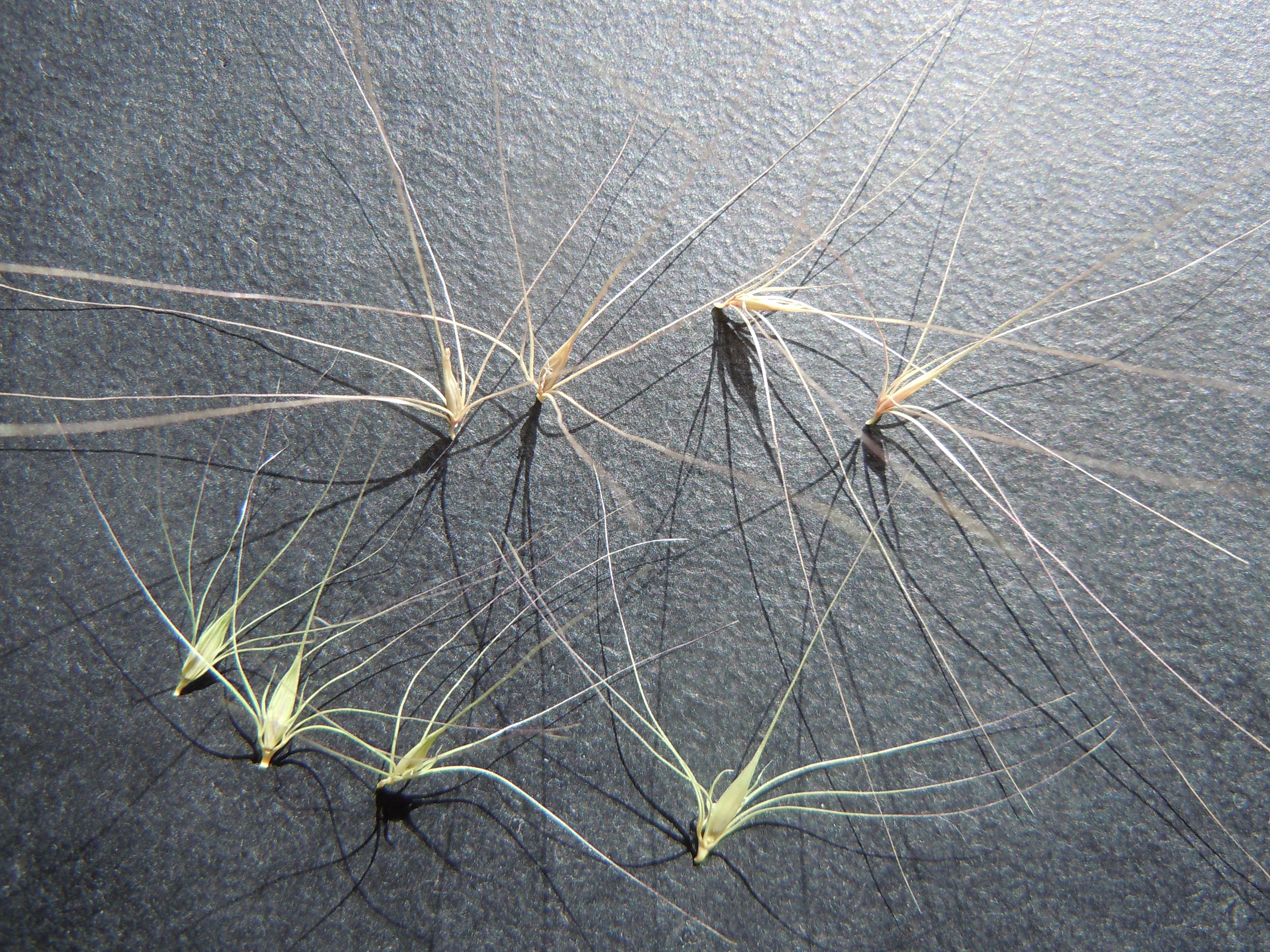
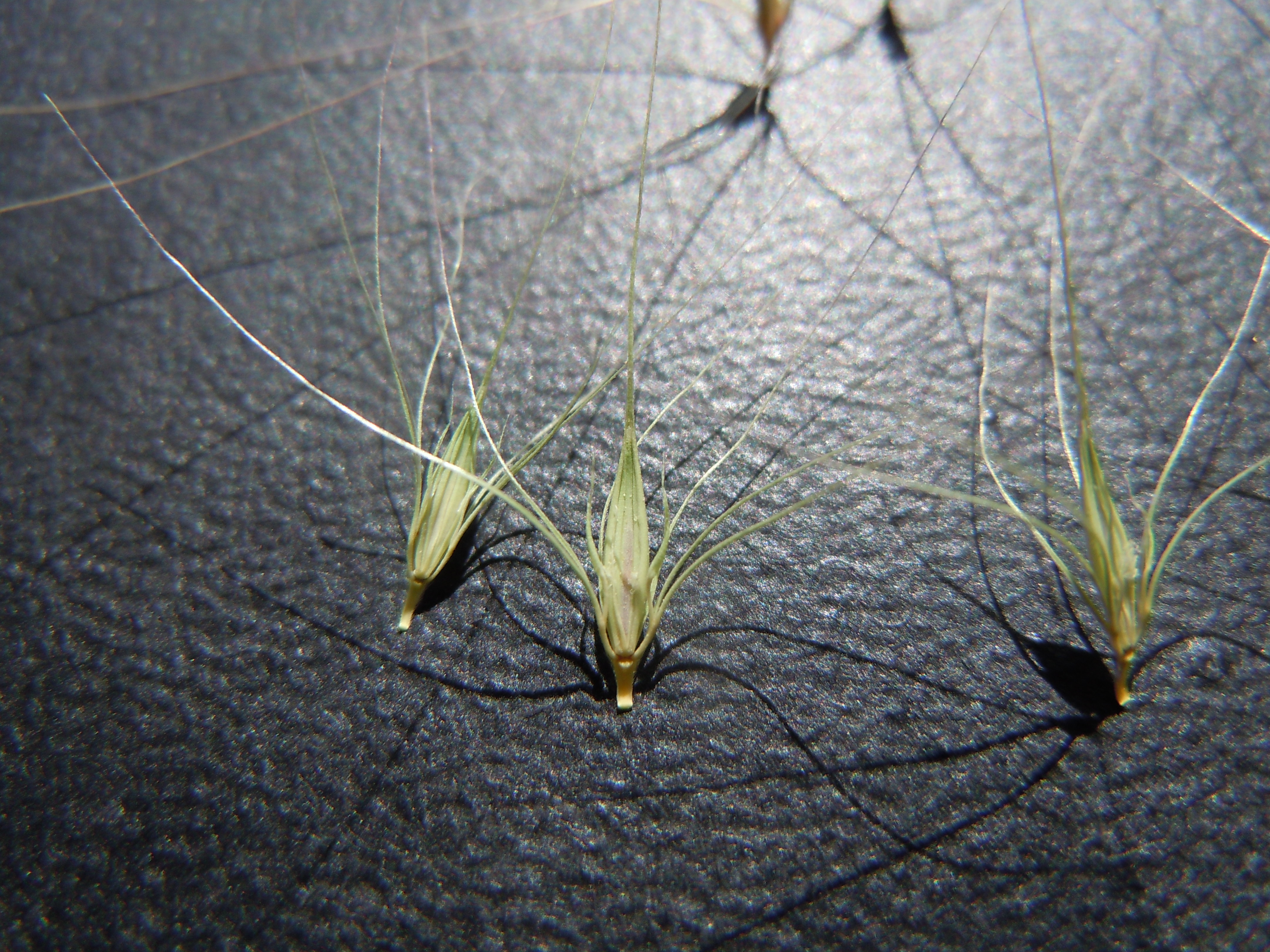
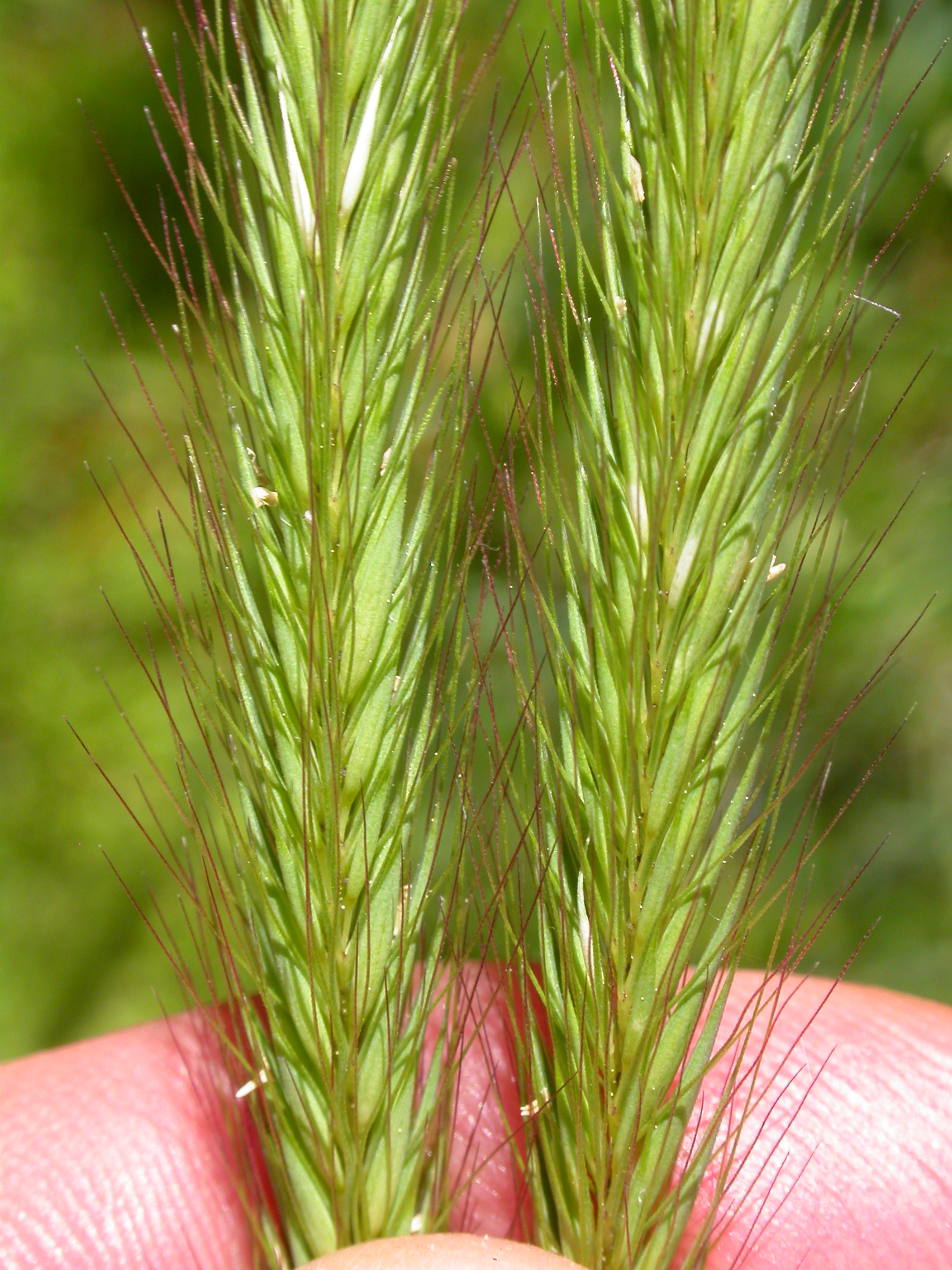